# La Caricature
Ne pas confondre avec La Caricature, hebdomadaire satirique illustré français publié à Paris entre 1880 et 1904.
Pour les articles homonymes, voir La Caricature.
La Caricature est un hebdomadaire satirique illustré français paru à Paris du 4 novembre 1830 à 24 décembre 1843, sous le titre La Caricature morale, religieuse, littéraire et scénique. 

## Histoire
Ce périodique illustré fut dirigé par son fondateur Charles Philipon jusqu'au début de l'année 1839, avec Auguste Audibert comme rédacteur en chef jusqu’à sa mort, survenue en mai 1832, puis Louis Desnoyers, jusqu’à son absorption par le Charivari, où il le suivra. Ce périodique fait suite à la Silhouette, disparu en large partie à cause de la déception suscitée par le sentiment de trahison de la révolution de 1830. Il a d'abord été édité par le marchand d'estampes Aubert, installé au no 31 de la galerie Vero-Dodat. Associé avec Philipon à la création du journal, Honoré de Balzac en rédigea le prospectus et y donna sous divers pseudonymes une trentaine d'articles jusqu'en février 1831, ainsi que l'essai Petites Misères de la vie conjugale en 1830:30. À partir de 1832, le titre change pour devenir La Caricature politique, morale, littéraire et scénique. L'ensemble des 251 numéros parus de 1830 à 1835 représente un corpus de 2 000 pages et 530 lithographies.
La Caricature mena un combat contre le pouvoir de Louis-Philippe Ier, ce qui en fait une publication importante de l'histoire de la caricature en France. En butte aux interdictions de la censure royale et autres procès intentés par le pouvoir, Philipon fonda, pour assurer la survie de son journal et financer les différents frais, l’Association pour la liberté de la presse. En contrepartie les souscripteurs recevaient chaque mois une lithographie. Elle parut sous le nom de La Lithographie mensuelle d’août 1832 à 1834. Durant cette période faste, Pierre Théophile Junca est associé à la production, jusqu'en 1837.
La Caricature cesse provisoirement de paraître à la suite de la promulgation de la loi sur la presse du 9 septembre 1835, à laquelle l’attentat de Fieschi sert de prétexte immédiat, mais que le gouvernement tenait en réserve depuis longtemps, laissant à Aubert un passif de 45 000 francs. Repris en 1838 sous le titre La Caricature provisoire, le journal change de formule et de sous-titre, pour prendre, à partir du numéro 36 du 7 juillet 1839 le titre de La Caricature morale judiciaire, littéraire, artistique, fashionable et scénique puis en janvier 1842 celui de La Caricature, revue satirique des modes, des théâtres, de la musique, des tribunaux et de la littérature. La satire politique fit place aux études de mœurs et à la satire sociale. Emmanuel Gonzalès en assura la direction de juillet 1839 à 1840 et Louis Huart la rédaction de 1840 à 1843, date de sa disparition définitive, absorbé par Le Charivari, qui connaitra un grand succès.

## Positionnement
Créé dans l'atmosphère des années de contestation politique et sociale qui suivirent l'avènement de la monarchie de Juillet, La Caricature est le prototype du journal de satire engagé. Parmi les nombreuses feuilles qui parurent à ce moment-là, il fut, avec Le Charivari, le journal qui contribua avec le plus de succès au travail de sape réalisé contre la monarchie de Juillet. La verve des rédacteurs et le talent des plus grands caricaturistes de l'époque (en première ligne Daumier, Grandville, Traviès) expliquent la notoriété acquise par le journal dans cette bataille. Ses charges contre le régime de Louis-Philippe lui valurent de nombreuses poursuites et notamment la condamnation de son directeur, Charles Philipon, inventeur de la « poire », à six mois de prison pour « outrages à la personne du roi », en novembre 1831. 
En un an, cette campagne de caricatures a valu à l’éditeur, vingt-six commencements de procès, dont vingt-trois de gagnés, et treize mois de prison.

## Contributeurs

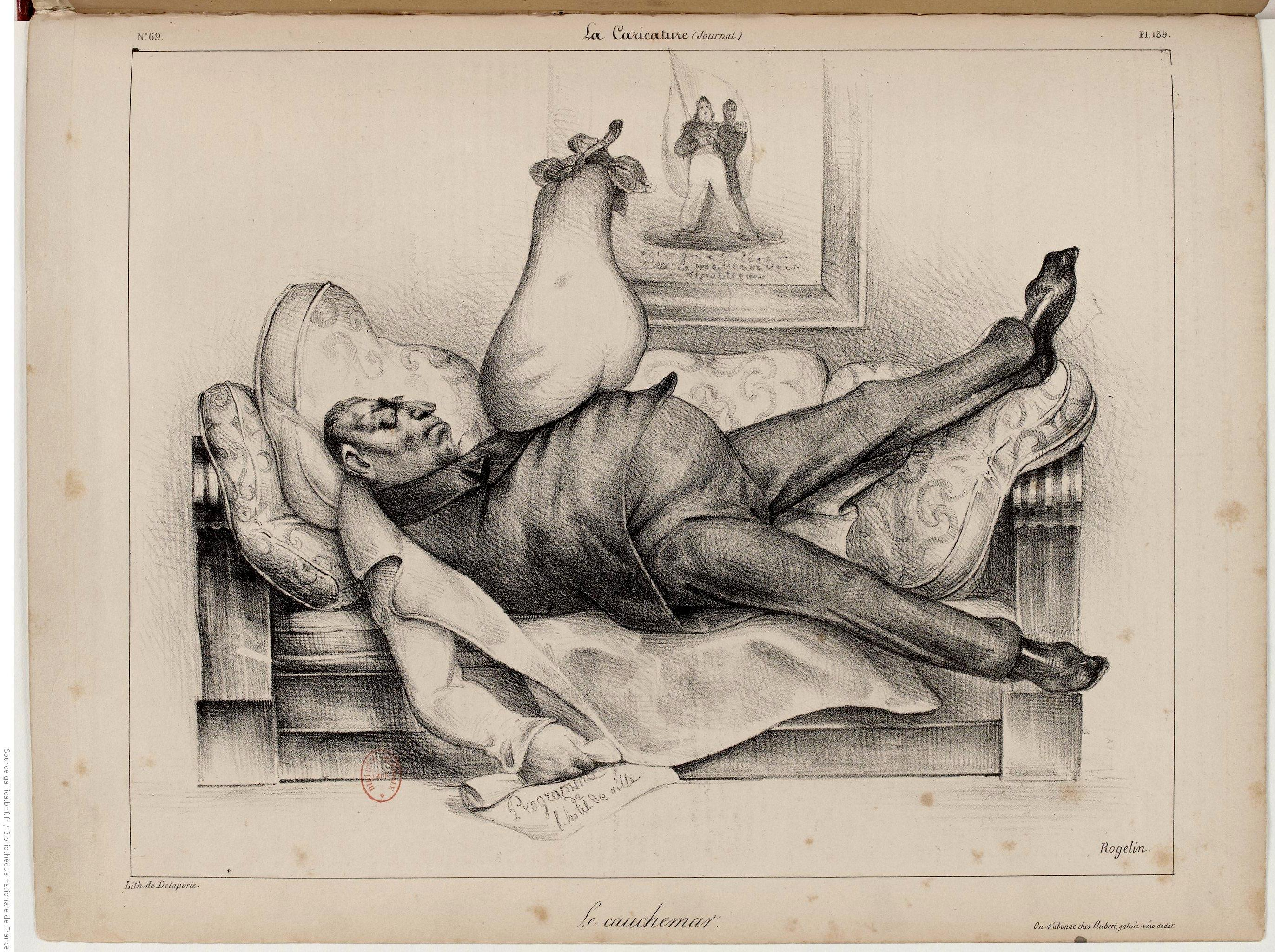
Extrait du journal La Caricature du 23 février 1832.

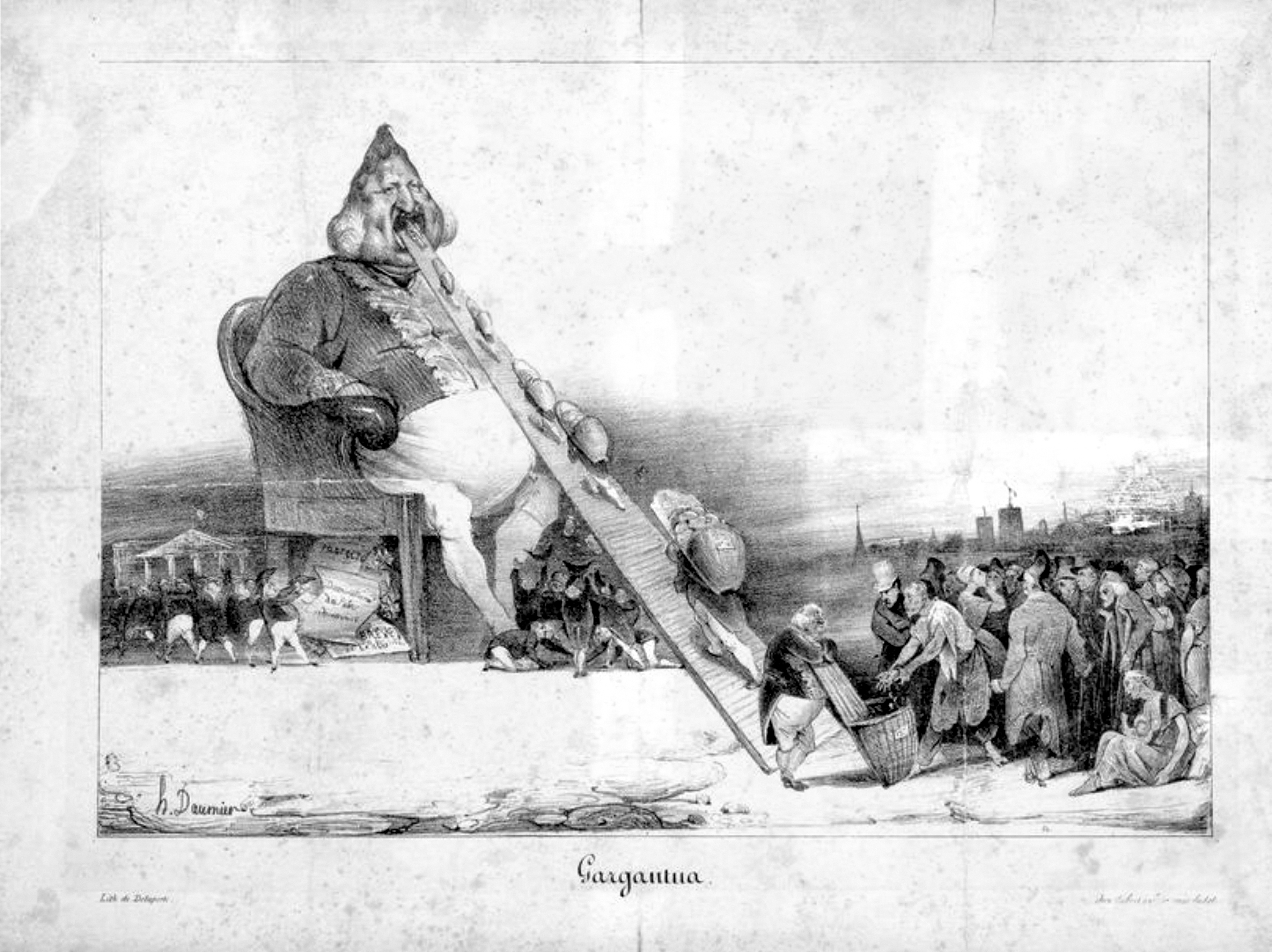
Gargantua, lithographie d’Honoré Daumier.

| Les artistes suivants ont contribué aux dessins et lithographies - Victor Adam - Hippolyte Bellangé - Auguste Bouquet - Nicolas-Toussaint Charlet - Honoré Daumier - Alexandre-Gabriel Decamps - Auguste Desperet (ou Desperret) - Achille Devéria - Eugène Forest - Paul Gavarni - Grandville - Bernard-Romain Julien - Alcide-Joseph Lorentz - Henri Monnier - Alphonse-Léon Noël - Charles Philipon - Pruche - Auguste Raffet - Albert Robida - Benjamin Roubaud - Traviès - Job | Les articles furent rédigés notamment par - Agénor Altaroche - Auguste Audibert - Honoré de Balzac - Louis Desnoyers - Emmanuel Gonzalès - Louis Huart - Charles Philipon |  |